# (10262) Самойлов
(10262) Самойлов (лат. Samoilov) — типичный астероид главного пояса, открыт 3 октября 1975 года советским астрономом Людмилой Черных в Крымской астрофизической обсерватории и 28 марта 2002 года назван в честь советского и российского актёра Евгения Самойлова.

## Обнаружение и именование
(10262) Самойлов
Открыт 3 октября 1975 года в Крымской астрофизической обсерватории Л. И. Черных.
Евгений Валерианович Самойлов (р. 1912) — известный российский драматический актёр, народный артист бывшего СССР. Выступает в Государственном академическом Малом театре в Москве.
Оригинальный текст (англ.)10262 Samoilov
Discovered 1975 Oct. 3 by L. I. Chernykh at the Crimean Astrophysical Observatory.
Evgenij Valerianovich Samoilov (b. 1912) is a well-known Russian dramatic actor and People's Artist of the former U.S.S.R. He performs at the State Academic Maly Theatre in Moscow.
Источники: 20020328/MPCPages.arc; M.P.C. 45232.

## Орбита

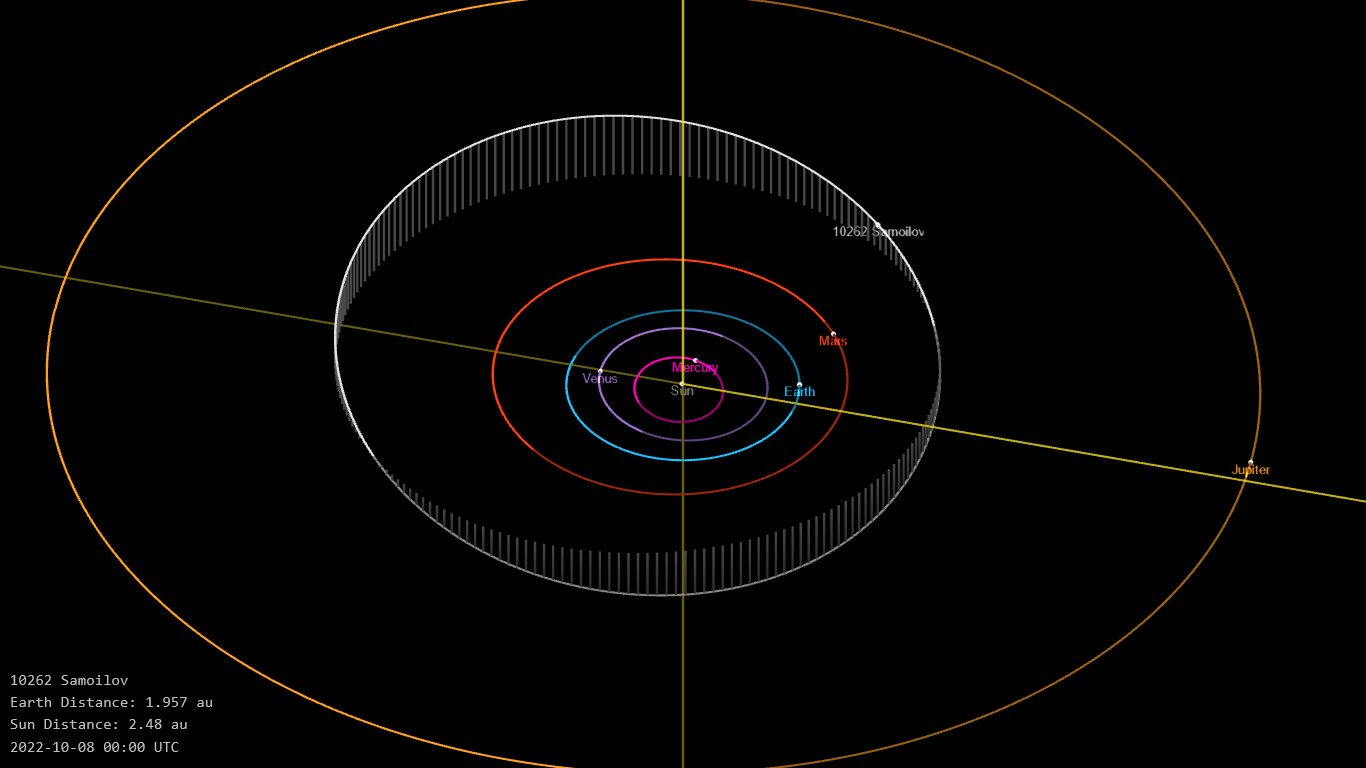
Орбита астероида Самойлов и его положение в Солнечной системе

## Физические характеристики
Астероид относится к таксономическому классу S.
По результатам наблюдений в видимом и ближнем инфракрасном диапазоне космического телескопа NEOWISE диаметр астероида сначала оценивался равным 11,194±0,082 км, позже — 10,684±0,117 км. Согласно тем же источникам альбедо оценивается как 0,1290±0,0190 и 0,150±0,009.